# Kinnitty
Kinnitty (en irlandais: Ceann Eitigh) est un village du comté d'Offaly, en Irlande. Il est situé à 13 km à l'est de Birr sur les routes régionales R440 et R421.
Le village tient son nom d'un mythe, qui dit que la tête d'une ancienne princesse serait enterrée sous le village, « Ceann » signifiant « tête » en irlandais et « Eitigh » étant le nom de la princesse. Le village est situé dans un cadre pittoresque, au pied des Monts Slieve Bloom. Comme tout village irlandais typique, il possède deux pubs, le Slieve Bloom Bar et le Glendennings, deux églises, un bureau de poste et quelques boutiques. Cependant, à la différence des autres villages irlandais, il possède une pyramide qui a été construite par la famille Bernard, qui habitait le château de Kinnitty. Cette pyramide se trouve sur le site du monastère de St. Finnians, dont il ne reste que la croix monumentale érigée sur les ordres de Flann Sinna. On peut voir la pyramide en entrant dans l'enceinte de l'Église d'Irlande, et en suivant le chemin à l'arrière.
De 1955 à 1985, le château de Kinnitty abritait une école forestière.
Rex Ingram, le réalisateur d'Hollywood, passa une grande partie de son enfance à Kinnity, dans le vieux presbytère, qui se trouvait sur Roscrea Road en face de l'Église d'Irlande, son père y étant le recteur.